# 東郷武
東郷 武（とうごう たけし、1938年3月20日 - ）は、日本の経営者、工学博士。

## 経歴
兵庫県出身。1960年に京都大学工学部を卒業し、文部省での勤務を経て、1961年11月に大和ハウス工業に入社。
神戸支店長、取締役、常務、専務を経て、1991年6月に副社長に就任した。1999年6月に社長に昇格した。2001年4月から2002年12月までに会長を務め、それ以降は顧問を務めた。
関西日本ラトビア協会会長も務めた。